# 大迫輝通
大迫 輝通（おおさこ てるみち、1924年（大正13年）1月8日 - 2022年（令和4年）11月30日）は、日本の経済学者。岐阜経済大学名誉教授。日本やアジアの養蚕を専門分野とした。

## 経歴
1924年（大正13年）京都府に生まれる。1954年（昭和29年）から奈良育英学園勤務。1966年（昭和41年）立命館大学大学院文学研究科を卒業後、1967年（昭和42年）岐阜経済大学講師。翌1968年（昭和43年）同大助教授、1972年（昭和47年）教授。後に経済学部学部長も務めた。
2022年（令和4年）11月30日、老衰のため死去、98歳。

## 受章歴
- 1994年（平成6年）大垣市功労者[3]

## 著作
- 『桑と繭：商業的土地利用の経済地理学的研究』古今書院 1975年
- 『繭地盤ー繭取引と流通の構造ー』古今書院 1979年
- 『蚕糸業地域の比較研究：温帯日本と熱帯』古今書院 1983年
- 『日本の製糸都市: 都市再生の地理学的研究』古今書院 1987年
- 『日本の養蚕村』古今書院 1994年
- 『桑園の地理』古今書院 1997年
- 『定年、人生これからが本番』近代文藝社 1997年
- 『戦争と私』近代文藝社 2000年